# 김지윤 (컬링 선수)
김지윤(2002년 7월 2일~)은 대한민국의 컬링 선수이다.